# Berkūks
El berkuks (amazic: ⴱⵔⴽⵓⴽⴽⵙ, berkukkes) és una pasta amb forma de boletes típica de la cuina magribina, feta amb sèmola de blat dur. Es considera una versió més gran del cuscús, i es cuina de la mateixa manera o en un brou de carn servit amb llegums i verdures estofades.

## Variants

### Algèria
Es fa a l'Aurès, especialment a Batna, una versió anomenada aix al-har bel-gueddid, on els grans de berkuks són acompanyats per una salsa de xile i carn salada seca; és un plat d'hivern a la regió. Altres afegeixen klil (llet quallada seca), khlii (greix animal assecat) i dhane (mantega salada), o també oli d'oliva. El plat és típicament xaui.
A l'Oest d'Algèria es prepara durant algunes dates especials. Per exemple, a Sidi Bel Abbès es prepara berkuks durant el Màwlid (la commemoració del naixement de Mahoma), o a Tremissèn, es menja durant el Yennayer (any nou amazic).
A la Cabília, el berkuks és el plat tradicional dels naixements, la primera dent, l'inici del cultiu, etc.

### Marroc
Al Marroc, aquest plat també és conegut com berkukx. El seu ús, però, està desapareixent en aquest país, que prefereix la pasta seca, en detriment de la pasta fresca.

### Tunísia
La pasta es prepara a Tunisia amb sèmola de blat, tot a mà, s'exposa al sol per assecar-la i després es conserva. La pasta es cuina a la sopa picant amb tomàquet, ceba i altres aliments rics en midó (cigrons, fesols, llenties o pèsols).